# Serra Dourada
Serra Dourada est une municipalité brésilienne de l'État de Bahia et la microrégion de Santa Maria da Vitória.